# هوارد ديفيز
هوارد ديفيز (بالإنجليزية: Howard Davies)‏ (و. 1951 – م) هو عالم اقتصاد، من المملكة المتحدة.

## التعليم
تعلم في جامعة ستانفورد، ومدرسة مانشستر للقواعد ‏، وكلية ميرتون.

## مناصب وهيئات
أدار جامعة نيويورك.